# ディック・バヴェッタ
ディック・バヴェッタ（Dick Bavetta、1939年12月10日 - ）は、NBAのレフェリー（審判員）。アメリカ合衆国ニューヨーク州ブルックリン出身。背番号は"27番"。1975年から務め、予定された試合を1試合も欠かさずに審判を続けており、彼の審判した試合数はリーグ記録である。2013年4月12日のワシントンでの試合で、連続2600試合を記録し、まさにレフェリーの鉄人である。2015年度バスケットボール殿堂入りを果たした。

## 経歴

### 若齢期
バヴェッタは、1939年12月10日、ブルックリンの近隣住区で生まれた。父親はニューヨーク市警察の警官で、母は主婦であった。カトリック系のハイスクールであるパワーメモリアルアカデミー（ジャバーも同校出身）に通い、1962年に聖フランシス大学を卒業した。在学中は学校のバスケットボールチームでプレーした。その後、ABAでレフェリーを務めていた兄のジョーに倣って審判のキャリアを開始した。ウォール街のソロモン・ブラザーズに務めるMBAのブローカー、バヴェッタは、ニューヨークのダウンタウンでブローカー達によって行われていたウォール街リーグの審判を務めた。その後、10年間パブリックやカトリック系のハイスクールで審判員を務めたのち、9年間、後のCBAとなる東部のプロリーグで審判を務めた。

### NBA
1960年代半ばに、NBAレフェリーを目指して地方でのレフェリーのトライアウトに参加し、体格の貧弱さから9年連続で合格することが出来なかったが、1975年にメンディ・ランドルフの引退に伴いようやくNBAに雇用された。1975年12月2日にマディソン・スクエア・ガーデンでのニューヨーク・ニックス対ボストン・セルティックス戦で初めて審判を務めた。最初の10年間は厳しい状況で、最低レベルのレフェリーに位置づけされていた
レフェリー技術の向上を図るためにバヴェッタはオフシーズンにニュージャージーのプロリーグやハーレムのルッカーリーグで研鑽し、NBAルールブックの勉強を重ねた。1983年に、厳しいフィジカルトレーニングを取り入れた最初のレフェリーと言われている。健康を維持するため毎日5~8マイルのランニングと3時間の昼寝を欠かさず行った。このような努力により優れたレフェリーとなっていった。1980年代には、チーフレフェリーに指名され。1986年に初めてプレーオフゲームの主審を務めた。バヴェッタにとって最も記念すべきゲームは1980年代に全国TV放送されたフィラデルフィア・76サーズ対ボストン・セルティックス戦であり、セルティックスのガード、デニス・ジョンソンとの衝突で帯同審判員のジャック・マッデンが足を骨折した後、セルティックスのフォワード、ラリー・バード とシクサーズのガード、ジュリアス・アービングが小競合いから首の絞め合いを始め、両者を退場処分にしたゲームであった。バヴェッタは、このゲームが自身のNBAキャリアを昇進させたと信じている。
1990年から2000年には、プレーオフゲームの審判を常任されるようになり、レフェリーの中でもトップクラスの位置を占めるようになった。2000年には年に20万ドルを稼ぐ最も高給のレフェリーの1人となっていた。1998年NBAファイナル第6戦でユタ・ジャズのハワード・エイスリーの3ポイントショットがブザー後でありノーカウントとしたが、NBC TVのリプレイでは、ブザービーターであることが分かった。1999年のインディアナ・ペイサーズ対ニューヨーク・ニックス戦でペイサーズのジャレン・ローズがニックスのパトリック・ユーイングを殴ろうとして、間違ってバヴェッタの鼻に当たりバヴェッタの連続審判キャリアを脅かしたが、そのままレフェリーを続け、手術を先に伸ばし、翌日のニュージャージー・ネッツ戦のレフェリーも務めた
2006年2月8日、バヴェッタは彼にとって2,135試合目となるNBAゲームでレフェリーを務め、最多試合の記録を作った。それまでの記録保持者はジャック・オドネルであった。バヴェッタは永く続けてきた秘訣を「ソックスを5足付け足のコンディションを保つこと」と明かした。健康を維持するため毎日5 - 8マイルのランニングを欠かさなかった。彼の鉄人ぶりからリーグでは、レフェリーのカル・リプケン・ジュニアと呼ばれた。
2006?07シーズン中、2006年12月16日ニューヨーク・ニックス対デンバー・ナゲッツ戦で乱闘があり、10人のプレーヤーがバヴェッタらによって退場処分を受けた。リーグは7名のプレーヤーに出場停止と、両チームに50万ドルの制裁金を科した。
NBAでの39年に及ぶレフェリー歴を残し、2014年8月19日、公式に引退した。
1975年からNBAのレフェリーを務め、予定された試合を1試合も欠かさずに審判を続けており、彼の審判した試合数はリーグ記録である。2013年4月12日のワシントンでの試合で、連続2600試合を記録したまさにレフェリーの鉄人である。2015年度バスケットボール殿堂入りを果たした。

## その他
- Inducted into the New York City Catholic High School Hall of Fame on June 1, 2000[2]
- Received the National Pro-Am Lifetime Achievement Award on October 14, 2002[2]